# Скручений вузол

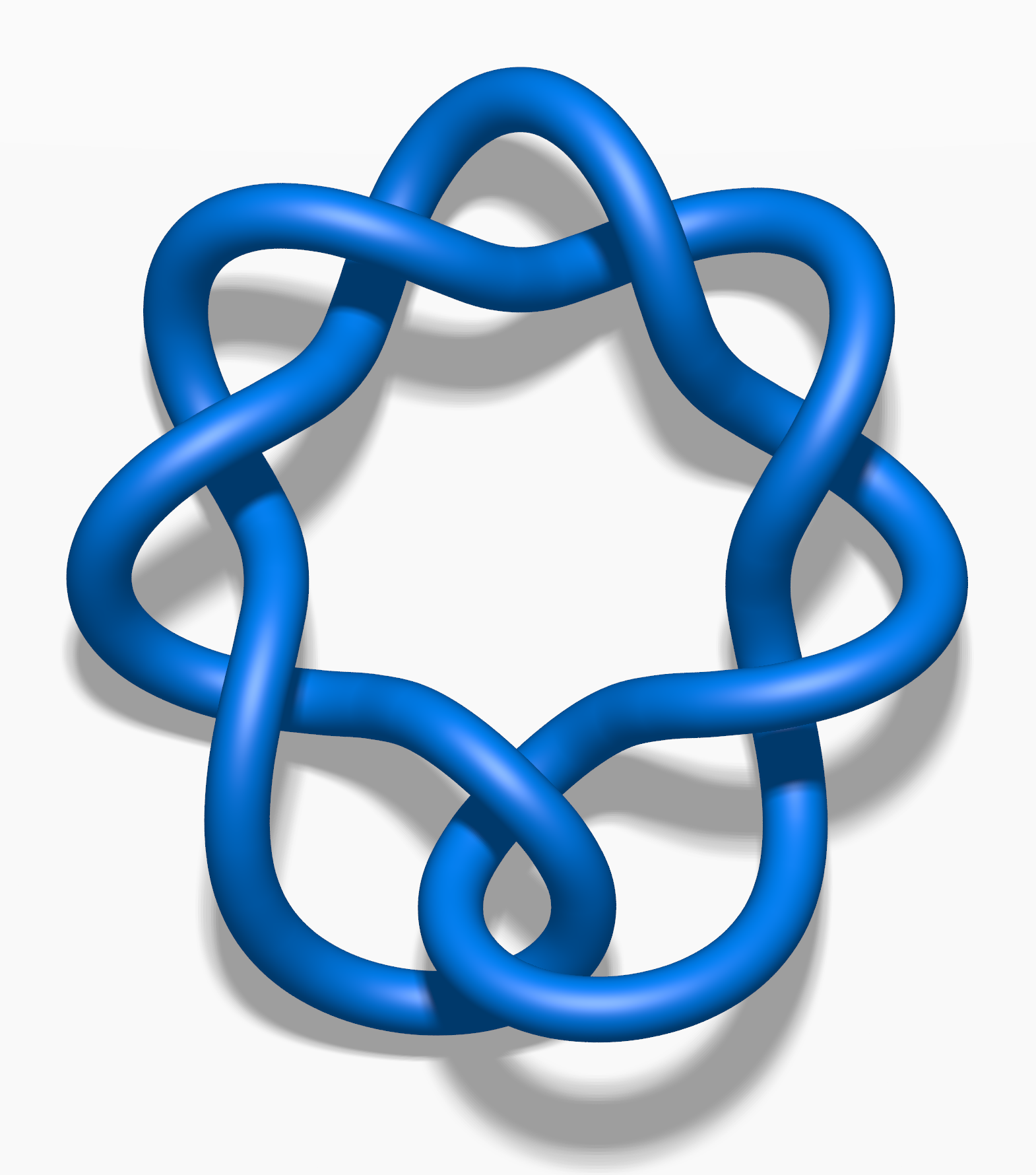
Скручений вузол з шістьма півобертами.

В теорії вузлів скручений вузол — це вузол, отриманий шляхом перекручування замкнутої петлі з подальшим зачепленням кінців (таким чином, скручений вузол — це будь-яке подвійне зачеплення Вайтгеда тривіального вузла). Скручені вузли є нескінченним сімейством вузлів і вважаються найпростішим типом вузлів після торичних вузлів.

## Побудова
Скручений вузол отримують шляхом зачеплення двох кінців скрученої петлі. До зачеплення можна зробити будь-яку кількість півобертів, що дає нескінченне сімейство. На малюнках показано кілька перших скручених вузлів:

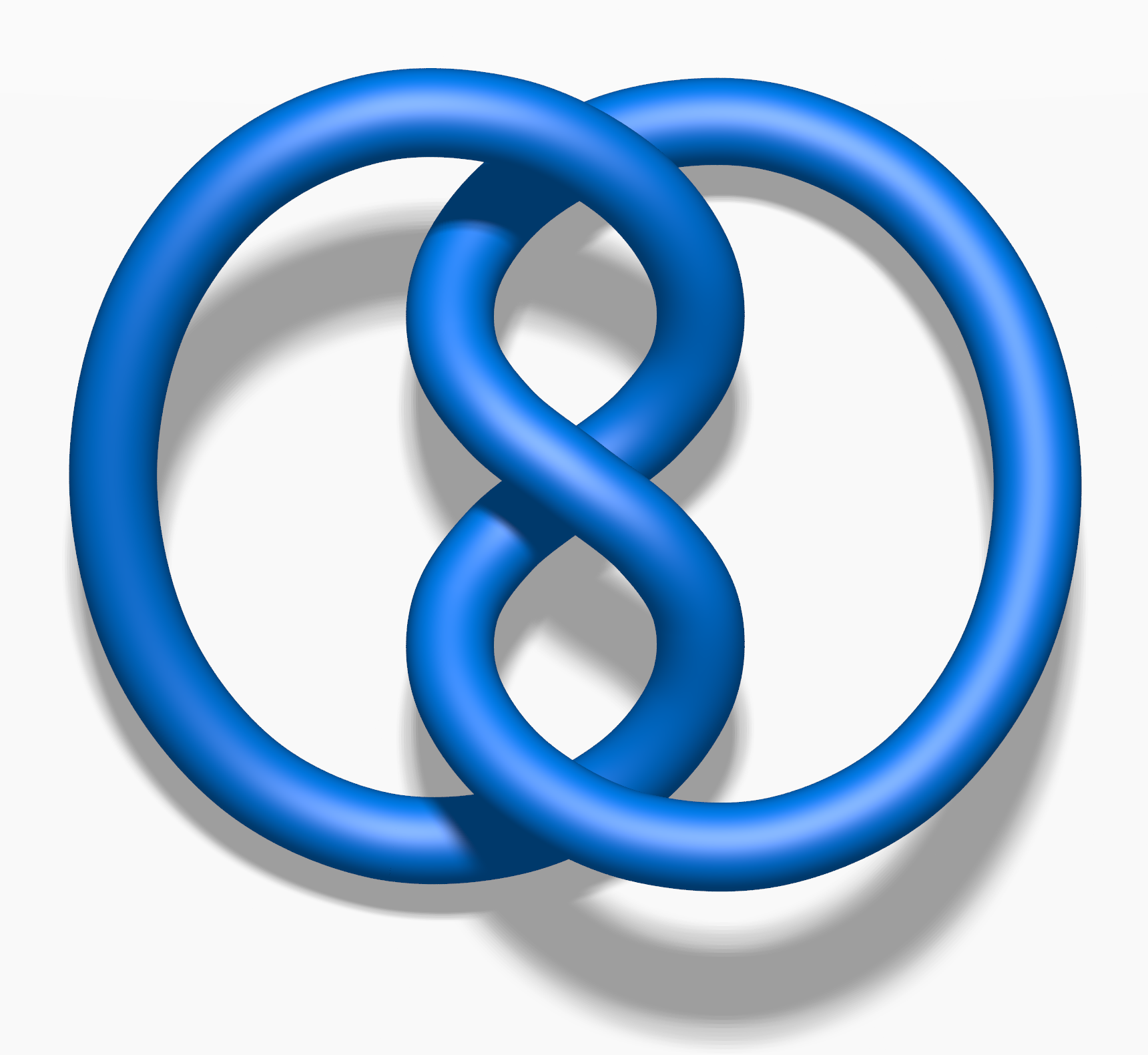
Один півоберт (трилисник)
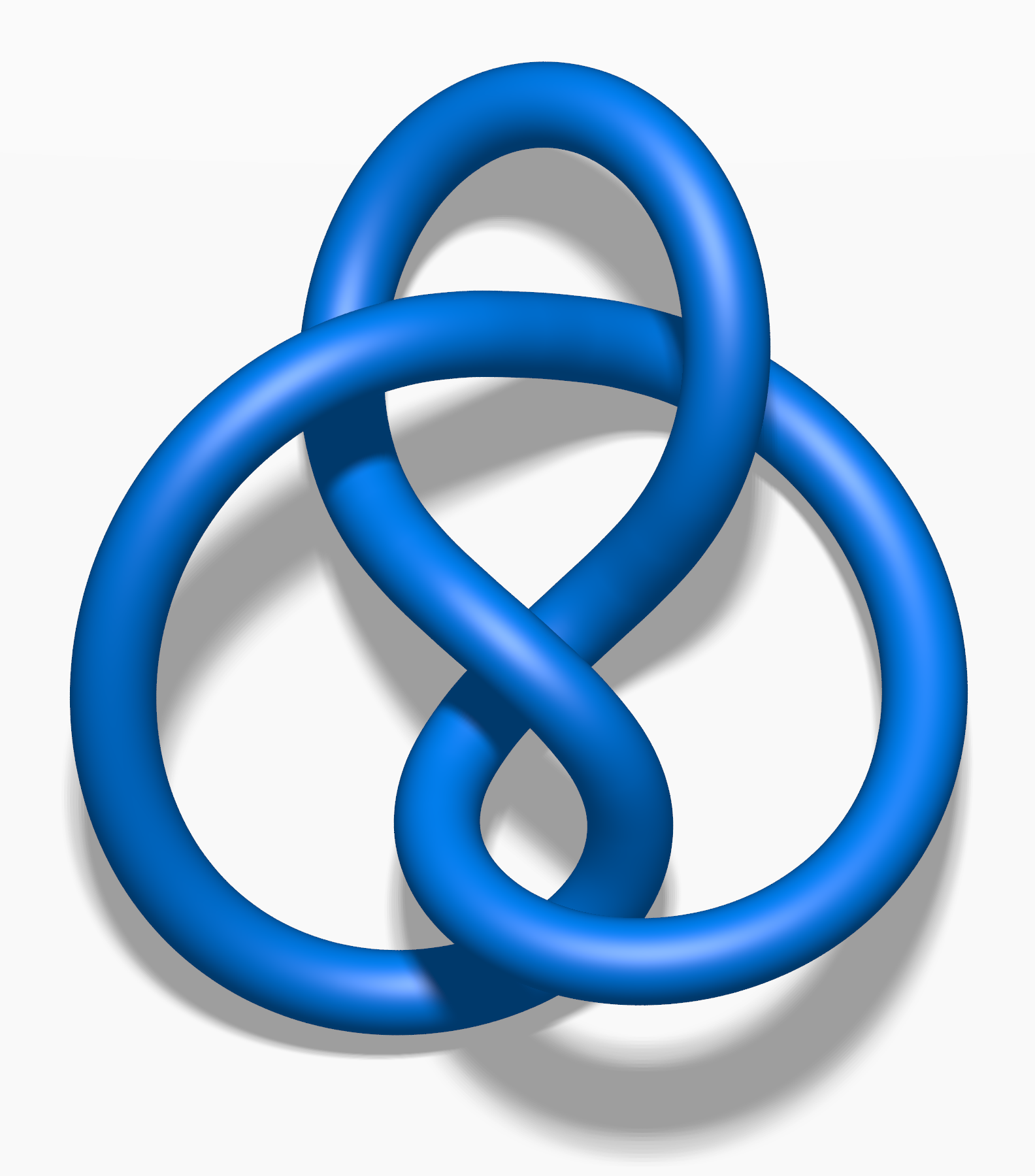
Два півоберти (вісімка)
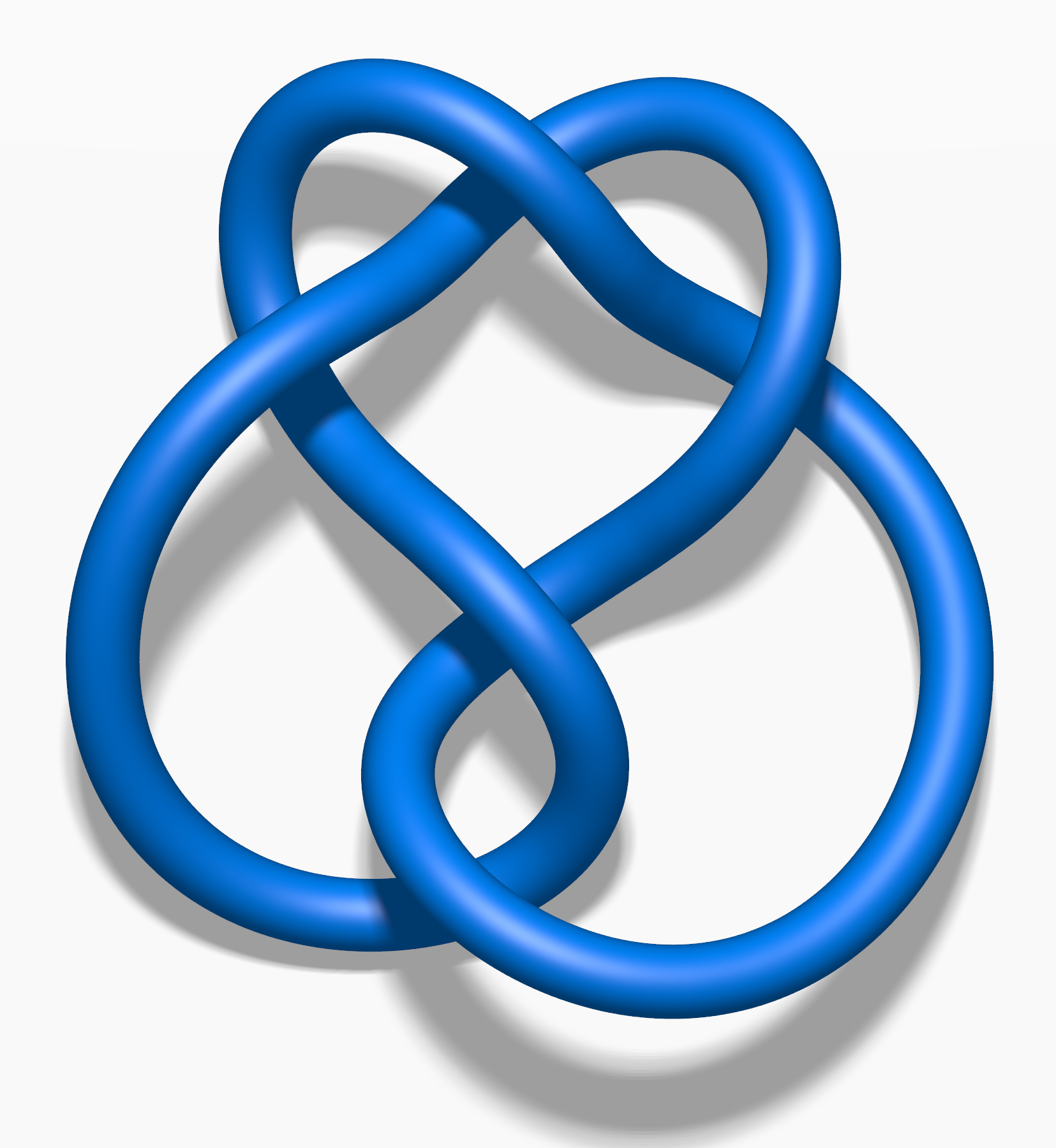
Три півоберти (52)
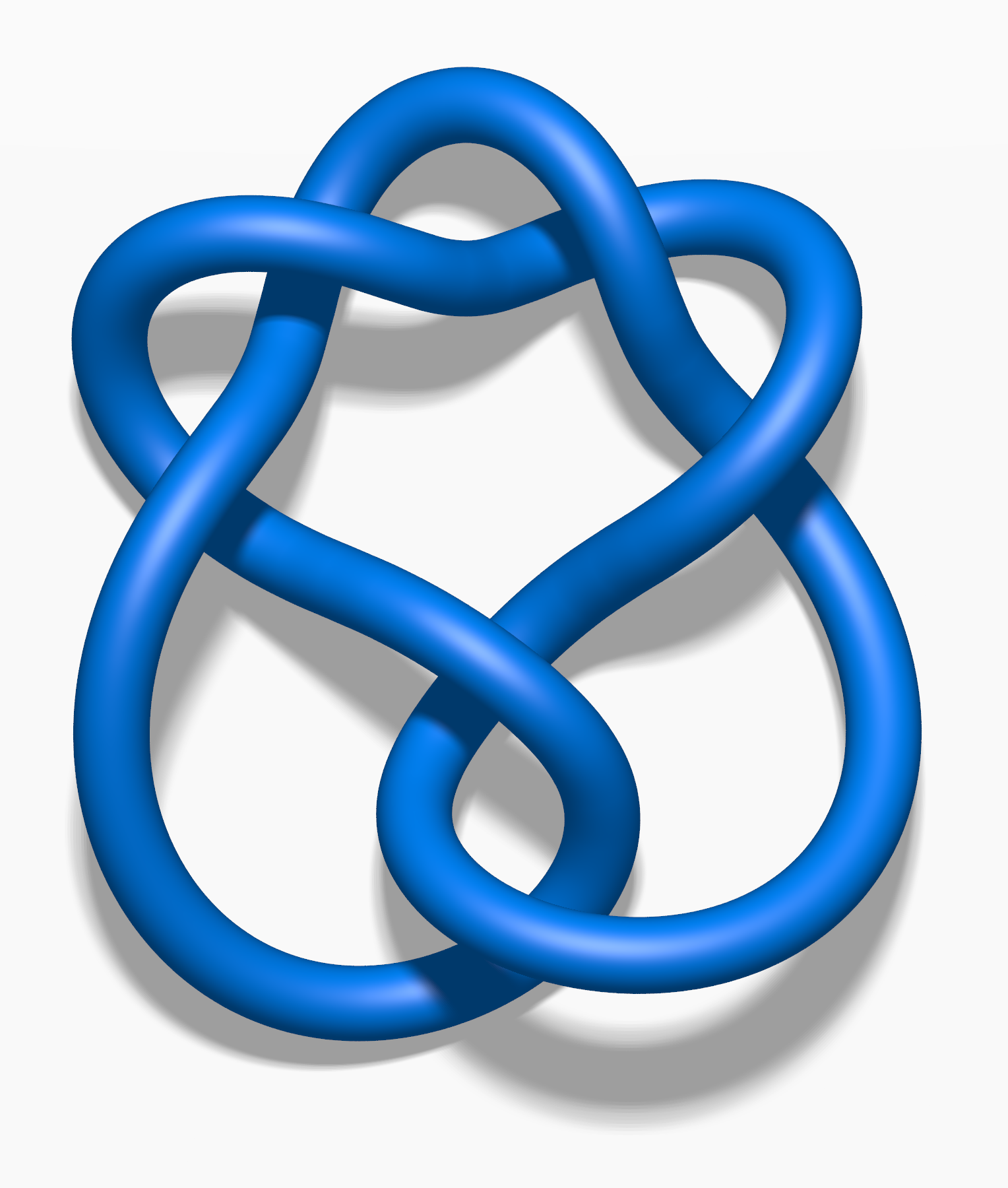
Чотири півоберти (вузол вантажника)
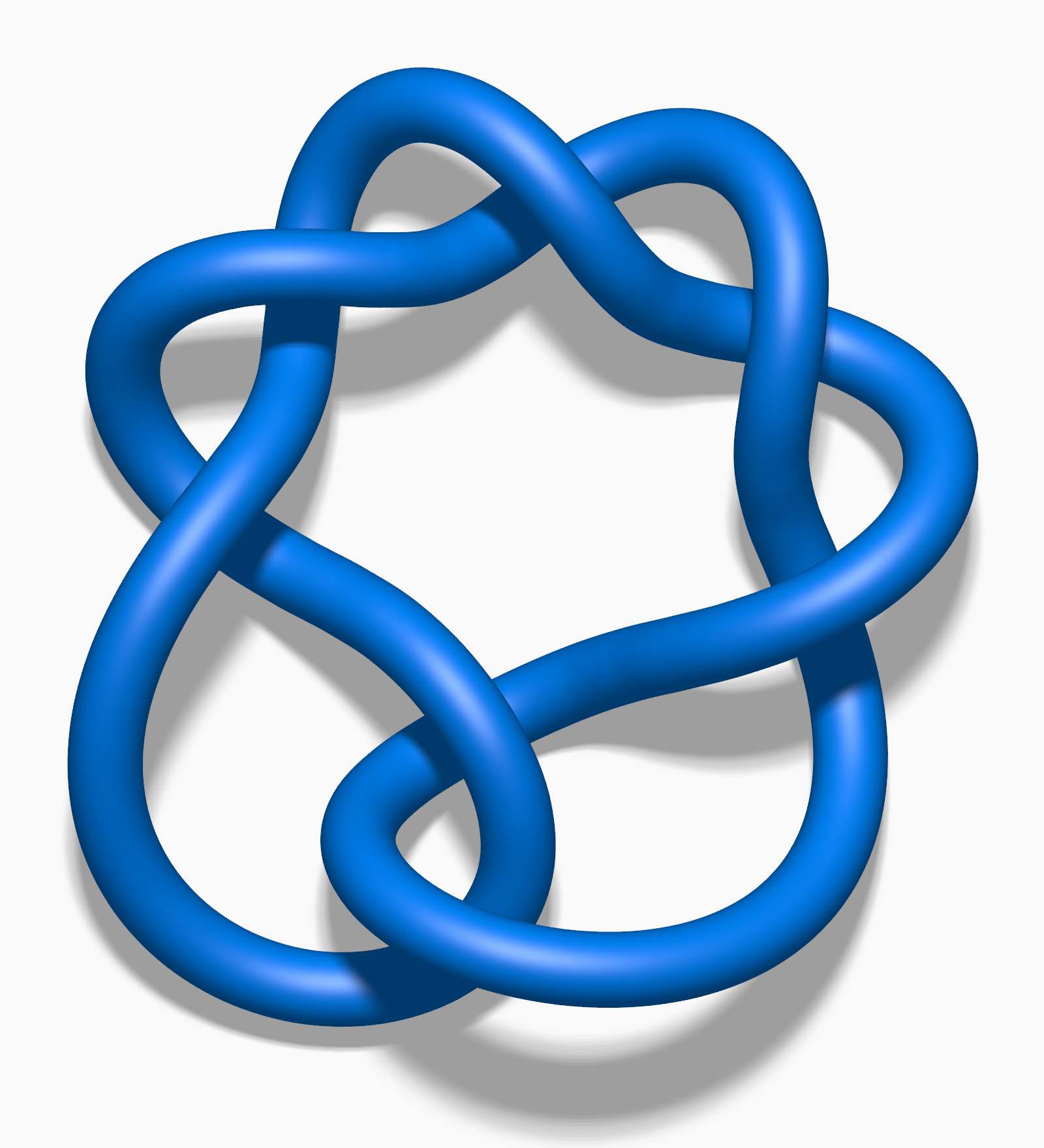
П'ять півобертів (72)
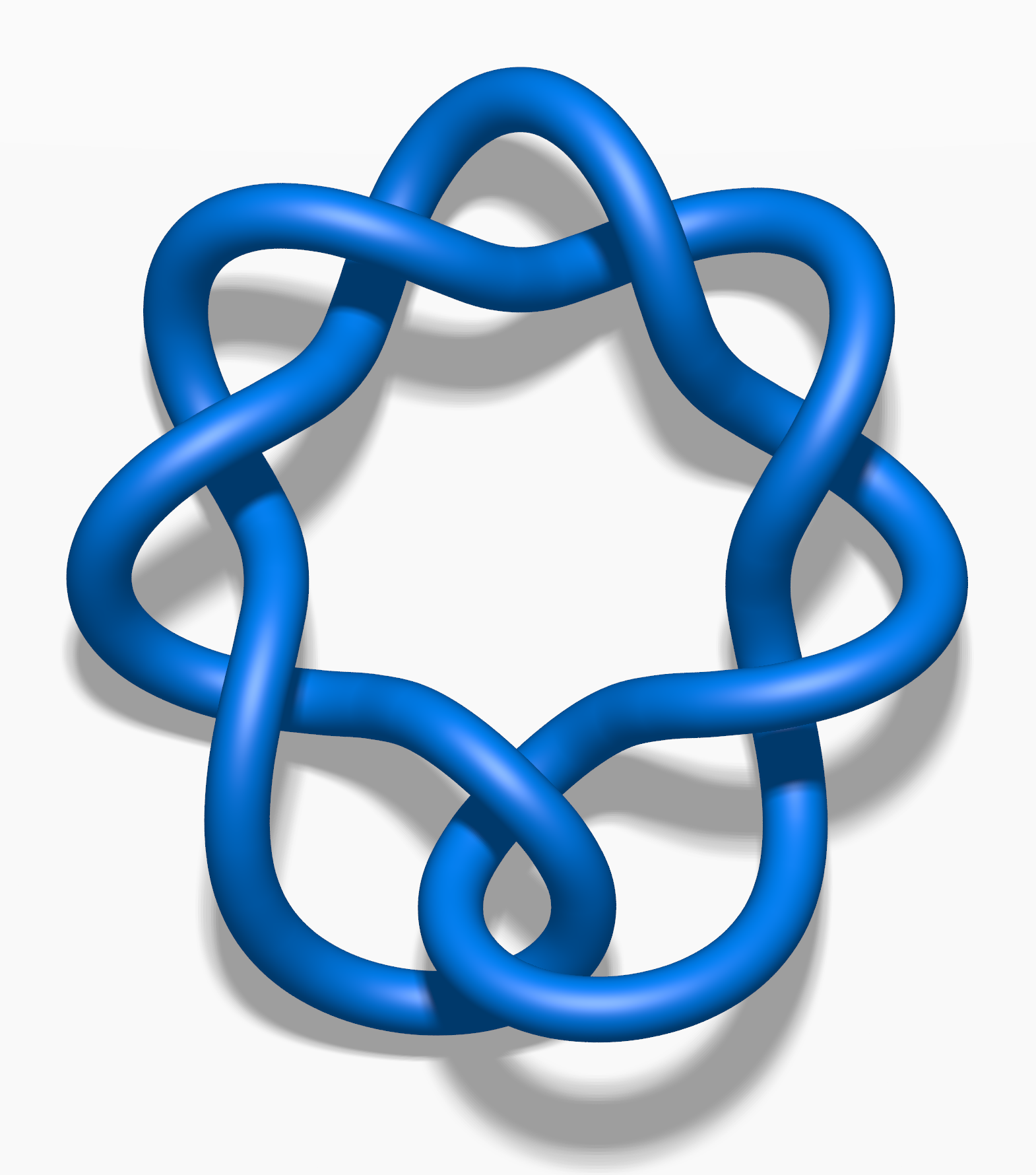
Шість півобертів (81)

## Властивості

Вузол вантажника на чотири півоберти утворюється шляхом (само-)зачеплення одного кінця петлі, скрученої на два оберти, з іншим кінцем петлі.

Всі скручені вузли мають число розв'язування 1, оскільки вузол можна розв'язати, роз'єднавши два кінці. Будь-який скручений вузол є також двомістковим. З усіх скручених вузлів тільки тривіальний вузол і вузол вантажника є зрізаними. Скручений вузол c {\displaystyle n} півобертами має число перетинів {\displaystyle n+2}. Всі скручені вузли є оборотними, але ахіральними скрученими вузлами є тільки тривіальний вузол і вісімка.

## Інваріанти
Інваріанти скручених вузлів залежать від числа {\displaystyle n} півобертів. Многочлен Александера скрученого вузла задається формулою
{\displaystyle \Delta (t)=}
{\displaystyle {\frac {n+1}{2}}t-n+{\frac {n+1}{2}}t^{-1}} для парних n,
{\displaystyle -{\frac {n}{2}}t+(n+1)-{\frac {n}{2}}t^{-1}} для непарних n, а многочлен Конвея дорівнює
{\displaystyle \nabla (z)=}
{\displaystyle {\frac {n+1}{2}}z^{2}+1} для парних n,
{\displaystyle 1-{\frac {n}{2}}z^{2}} для непарних n.
Якщо {\displaystyle n} непарне, многочлен Джонса дорівнює
{\displaystyle V(q)={\frac {1+q^{-2}+q^{-n}-q^{-n-3}}{q+1}},}
при парному ж {\displaystyle n}
{\displaystyle V(q)={\frac {q^{3}+q-q^{3-n}+q^{-n}}{q+1}}.}